# West End Airport
West End Airport är en flygplats i Bahamas.   Den ligger i distriktet West Grand Bahama District, i den nordvästra delen av landet, 240 km nordväst om huvudstaden Nassau. West End Airport ligger 3 meter över havet. Den ligger på ön Grand Bahama Island.
Terrängen runt West End Airport är mycket platt. Havet är nära West End Airport åt nordväst. Närmaste större samhälle är West End, 0,23 km nordväst om West End Airport. 